# 220 (szám)
A 220 (kétszázhúsz) a 219 és 221 között található természetes szám.

## A matematikában
- A 220:
- összetett szám
- barátságos szám
- háromszögszám
- Harshad-szám.

Tetraéderszám. Dodekaéderszám.